# Hyperthaema elysiusa
Hyperthaema elysiusa là một loài bướm đêm thuộc phân họ Arctiinae, họ Erebidae.